# Linyphia hui
Linyphia hui is een spinnensoort uit de familie hangmatspinnen (Linyphiidae). De soort komt voor in China.